# Mitsuru Mansho
Mitsuru Mansho (満生 充 Mansho Mitsuru?), född 16 april 1989 i Osaka prefektur, är en japansk fotbollsspelare.
Mansho började sin karriär 2008 i Mito HollyHock. Efter Mito HollyHock spelade han för Fujieda MYFC. Han avslutade karriären 2016.